# Chunhu (köpinghuvudort i Kina, Zhejiang Sheng, lat 29,58, long 121,52)
Chunhu (kinesiska: 莼湖, 莼湖镇) är en köpinghuvudort i Kina. Den ligger i provinsen Zhejiang, i den östra delen av landet, omkring 150 kilometer sydost om provinshuvudstaden Hangzhou. Antalet invånare är 55 027. Befolkningen består av 27 000 kvinnor och 28 027 män. Barn under 15 år utgör 11,0 %, vuxna 15-64 år 76 %, och äldre över 65 år 12,0 %.
Runt Chunhu är det tätbefolkat, med 343 invånare per kvadratkilometer. Närmaste större samhälle är Jinping, 14,4 km nordväst om Chunhu. I omgivningarna runt Chunhu växer i huvudsak blandskog.
Genomsnittlig årsnederbörd är 1 981 millimeter. Den regnigaste månaden är juni, med i genomsnitt 355 mm nederbörd, och den torraste är januari, med 68 mm nederbörd.